# Der Ring des Nibelungen (Choreographisches Theater)
Der Ring des Nibelungen war eine zweiteilige Produktion des Choreographischen Theaters Johann Kresnik an der Oper Bonn in den Jahren 2006 und 2008. Kresnik, der von 2003 bis 2008 Direktor des Choreographischen Theaters an der Bonner Oper war, beendete mit diesen beiden Aufführungsserien seine Tätigkeit in Bonn.

## Vorlage
In den meisten Arbeiten Kresniks, der als Begründer und Hauptvertreter des Choreographischen Theaters gilt, liegen sowohl eine literarische oder musikalische Vorlage als auch die Biographie des jeweiligen Schriftstellers, Komponisten bzw. Künstlers der Inszenierung zugrunde. 
In dieser Produktion waren das die Operntetralogie Der Ring des Nibelungen von Richard Wagner und Richard Wagners Biographie beziehungsweise dessen zwiespältige politische, moralische und ethische Geisteshaltung.

## Teil I: Das Rheingold/Die Walküre (2006)
Als erster Teil hatte Das Rheingold/Die Walküre am 12. Dezember 2006 im Großen Haus der Oper Bonn Premiere. Es fanden Folgeaufführungen in der Saison 2006/07 und eine Wiederaufnahme mit mehreren Folgeaufführungen in der Saison 2007/08 statt.

### Leading Team
- Johann Kresnik, Inszenierung und Choreographie
- Gottfried Helnwein, Ausstattung (Bühne und Kostüme)
- Gernot Schedlberger, Musik
- Christoph Klimke, Dramaturgie und Libretto
- Jo Schramm und Gottfried Helnwein, Video

### Tänzer
Francina Borges, Annabel Cuny, Vanessa Curado, Simona Furlani, Daniela Greverath, Alexandra Kunz, Linda Ryser, Agnieszka Samuel; Ricardo Diaz, Ziv Frenkel, Sascha Halbhuber, Przemyslaw Kubicki, Pedro Malinowski, Rory Stead, Valenti Rocamora i Tora, Osvaldo Ventriglia; sowie als Gäste: Patrick Entat, Hans-Jürgen Moll und Robert Strajner

### Musiker
- Beethoven Orchester Bonn
- Gernot Schedlberger, musikalische Leitung
- Peter Bortfeldt, Klavier
- Claudio Frasetto, Klavier

## Teil II: Siegfried/Götterdämmerung (2008)
Am 10. Jänner 2008 folgte im Großen Haus der Oper Bonn mit Siegfried/Götterdämmerung die Premiere des zweiten Teiles. Es fanden zahlreiche Folgeaufführungen in der Saison 2007/08 statt.

### Leading Team
- Johann Kresnik, Inszenierung und Choreographie
- Gottfried Helnwein, Ausstattung (Bühne und Kostüme)
- Gernot Schedlberger, Musik
- Christoph Klimke, Dramaturgie und Libretto
- Gottfried Helnwein, Video

### Tänzer
Francina Borges, Annabel Cuny, Vanessa Curado, Simona Furlani, Daniela Greverath, Alexandra Kunz, Linda Ryser, Agnieszka Samuel; Ricardo Diaz, Ziv Frenkel, Sascha Halbhuber, Przemyslaw Kubicki, Pedro Malinowski, Rory Stead, Valenti Rocamora i Tora, Osvaldo Ventriglia; sowie als Gäste: Patrick Entat, Hans-Jürgen Moll und Robert Strajner

### Musiker
- Beethoven Orchester Bonn
- Gernot Schedlberger, musikalische Leitung
- Peter Bortfeldt, Klavier
- Claudio Frasetto, Klavier